# الصهريج الصغير (ماجل بلعباس)
الصهريجالصغير بالقصرين  هو معلم أثري تونسي مصنف من قبل المعهد الوطني للتراث يقع في ولاية القصرين في الجنوب الغربي التونسي، تحديدا في مدينة ماجل بلعباس تم تصنيف المعلم في يوم 26 جانفي 1893.